# Katālān
Katālān (persiska: كتالان) är en ort i Iran.   Den ligger i provinsen Teheran, i den centrala delen av landet, 130 km öster om huvudstaden Teheran. Katālān ligger 2 179 meter över havet och antalet invånare är 364.
Terrängen runt Katālān är huvudsakligen kuperad, men åt sydväst är den platt. Runt Katālān är det ganska glesbefolkat, med 23 invånare per kvadratkilometer. Närmaste större samhälle är Fīrūzkūh, 11,8 km sydväst om Katālān. Trakten runt Katālān består i huvudsak av gräsmarker.